# Akbil
Akbil (în arabă اقبيل) este o comună din provincia Tizi Ouzou, Algeria.
Populația comunei este de 8.898 de locuitori (2008).